# Les Deux Magots

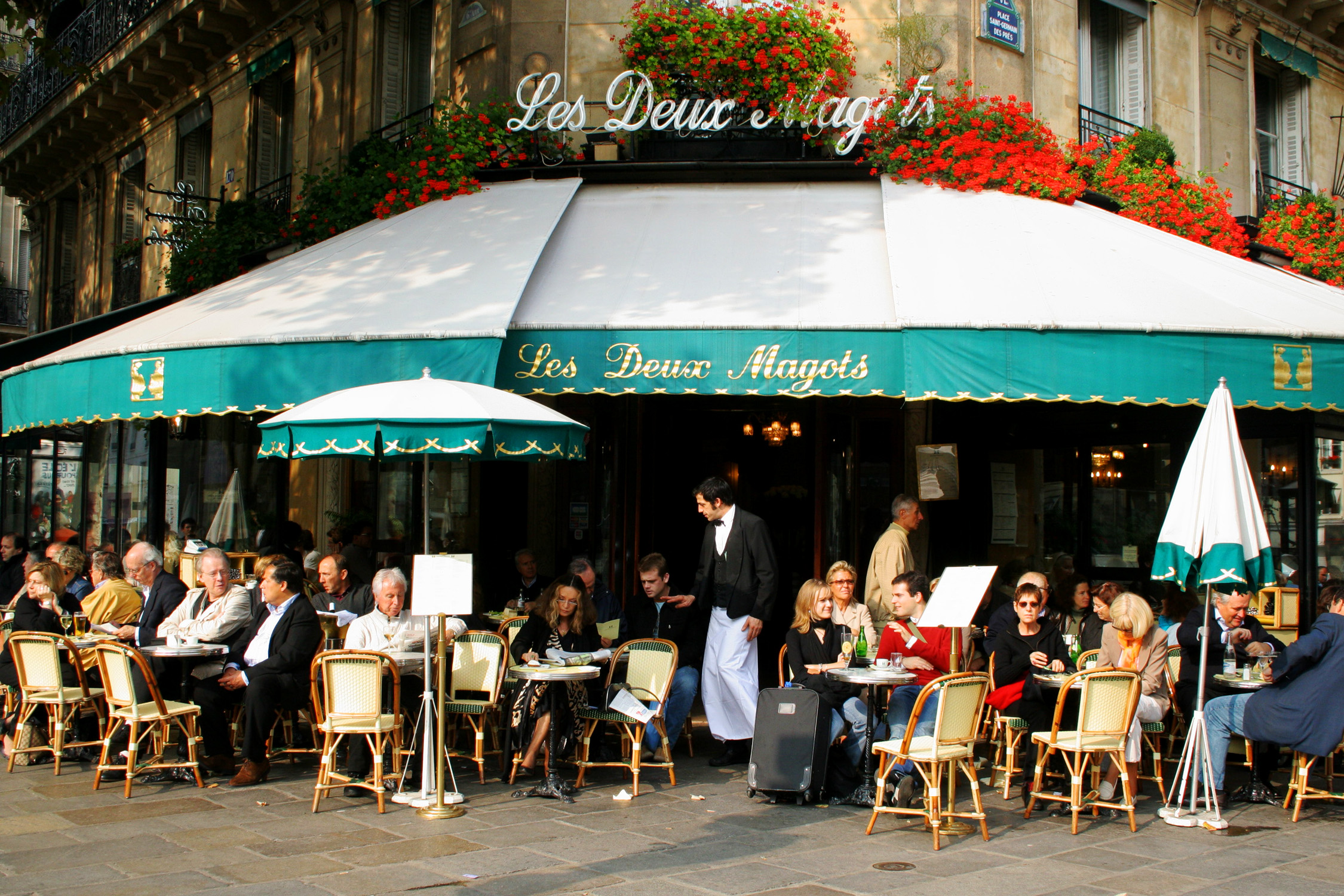
Les Deux Magots.

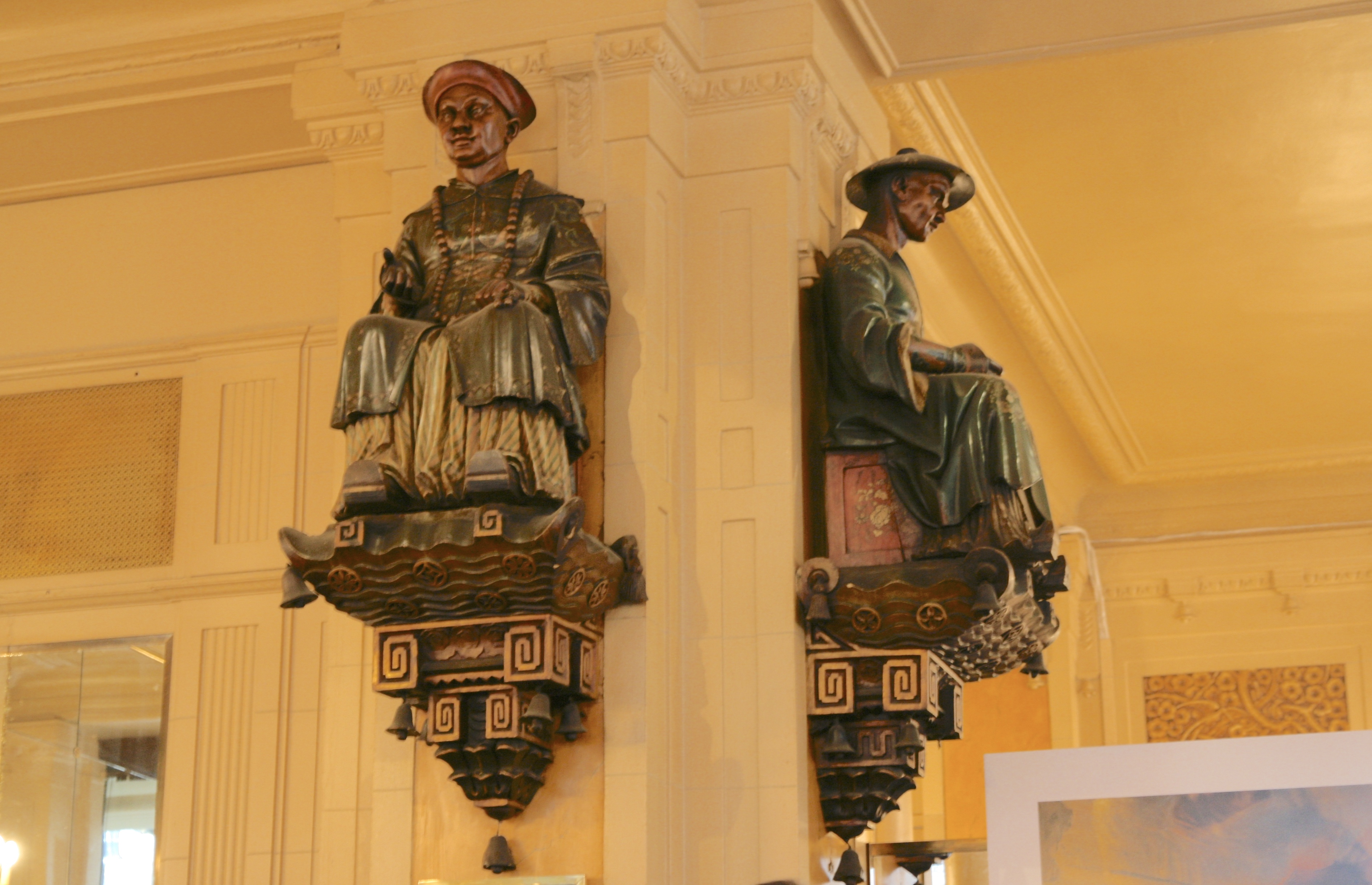
De så kallade "deux magots", två statyetter föreställande kinesiska mandariner.

Les Deux Magots ([le dø maɡo]) är ett bokkafé och restaurang vid Place Saint-Germain-des-Prés i Quartier Saint-Germain-des-Prés i Paris sjätte arrondissement. Les Deux Magots, grundat år 1885, är känt för att ha varit mötesplats för en rad parisiska författare och intellektuella, bland andra Simone de Beauvoir och Jean-Paul Sartre, Ernest Hemingway, Albert Camus, Pablo Picasso, James Joyce, Bertolt Brecht och Julia Child samt de amerikanska författarna James Baldwin, Chester Himes och Richard Wright.
Kaféet har fått sitt namn efter två statyetter, vilka föreställer två kinesiska mandariner. Ordagrant betyder magot "undersätsig figurin från Fjärran Östern".

## Populärkultur
Litteratur
- Vladimir Nabokov – Lolita
- Katherine Neville – The Magic Circle
- China Miéville – The Last Days of New Paris

Filmer
- I lejonets tecken
- En oväntad vänskap

## Kommunikationer
- Tunnelbana – linje  – Saint-Germain-des-Prés
- Busshållplats Saint-Germain-des-Prés – Paris bussnät, linjerna 63 87